# 57007009
57007009 (syvoghalvtreds millioner, syv tusinde og ni) er:
- det naturlige tal efter 57007008, derefter følger 57007010
- et heltal
- et primtal, faktisk det største af et par af primtalstvillinger, da 57007007 også er et primtal.

| Matematik | Spire Denne artikel om matematik er en spire som bør udbygges. Du er velkommen til at hjælpe Wikipedia ved at udvide den. |

|  | Infoboks uden skabelon Denne artikel har en infoboks dannet af en tabel eller tilsvarende. |